# سیارک ۲۲۸۱۳۶
سیارک ۲۲۸۱۳۶ (به انگلیسی: 228136 Billary، نام‌گذاری: 2009RF4)۲۲۸۱۳۶مین سیارک کشف شده‌است که در ۱۳ سپتامبر ۲۰۰۹ کشف شد.